# Antepione azonax
Antepione azonax là một loài bướm đêm trong họ Geometridae.